# 埃于普蘇丹清真寺
埃于普蘇丹清真寺（土耳其語：Eyüp Sultan Camii）位于伊斯坦布尔欧洲一侧的埃于普苏丹区，靠近金角湾，君士坦丁堡城墙外。建于1458年，是鄂圖曼土耳其人于1453年征服君士坦丁堡后最早兴建的清真寺之一。 
据说该清真寺毗邻伊斯兰教的先知穆罕默德的亲密同伴埃于普蘇丹的坟墓，他在670年阿拉伯人袭击君士坦丁堡时埋葬于此。该坟墓受到穆斯林的崇敬，吸引了众多的朝圣者。這裡也是奧斯曼蘇丹舉行即位儀式，佩帶奧斯曼之劍的場所。

## 相关图片

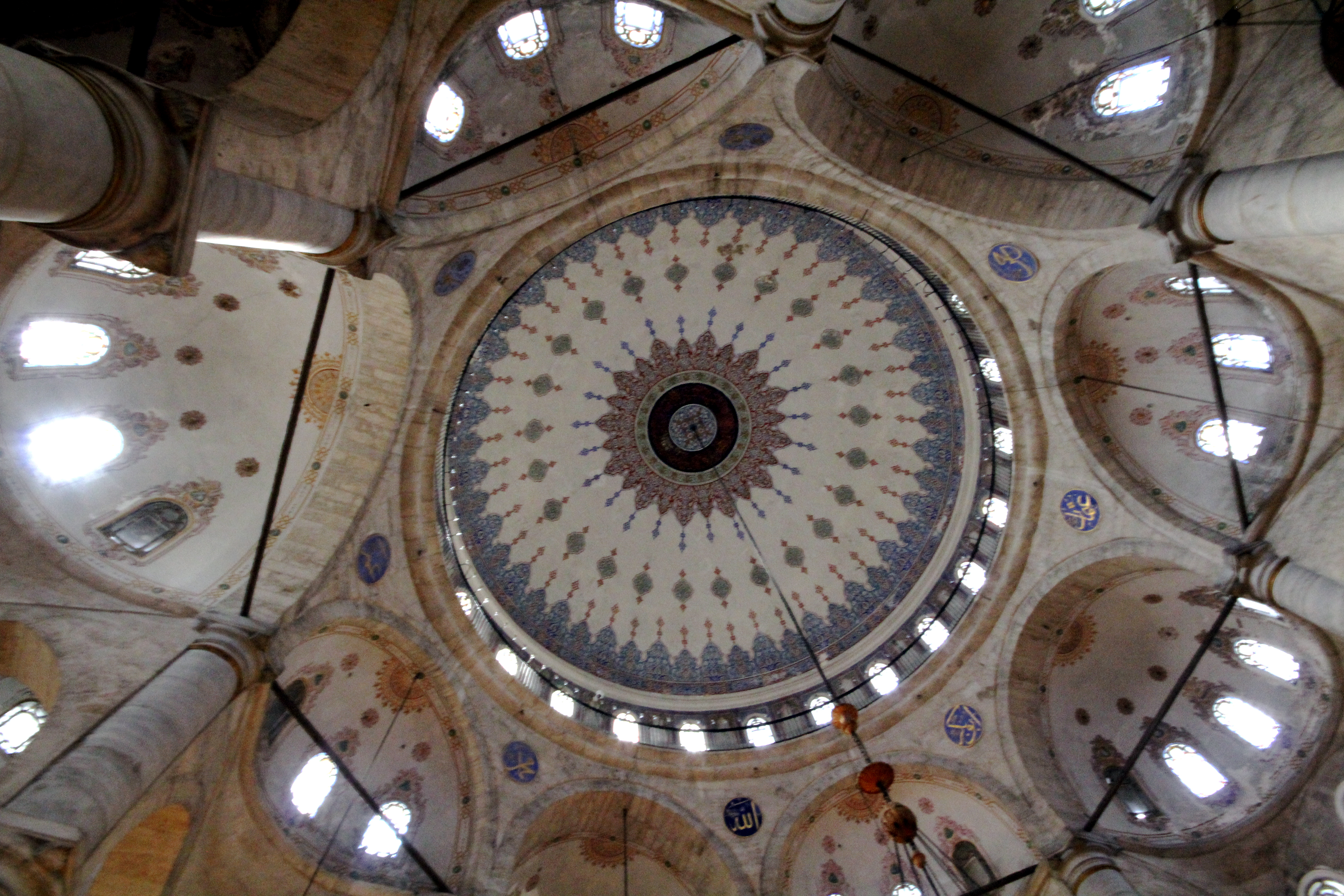
埃于普蘇丹清真寺的圆顶